# The Collection (album des Stranglers)
Pour les articles homonymes, voir The Collection.
The Collection est une compilation des Stranglers

## Titres
1. Walk On By
2. Go Buddy Go
3. Top Secret
4. Old Codger
5. Rok It To The Moon
6. Love 30
7. Shut Up
8. Vietnamerica
9. Mean To Me
10. Cruel Garden
11. Yellow Cake UF6
12. 5 Minutes
13. Sverige
14. N'Emmenes Pas Harry
15. Fools Rush Out
16. Get A Grip On Yourself
17. Straighten Out